# Glenea obsoleta
Glenea obsoleta là một loài bọ cánh cứng trong họ Cerambycidae.